# Sucharit Bhakdi
Sucharit Bhakdi (n. 1 noiembrie 1946, Washington, D.C., SUA) este un microbiolog tailandez-german pensionat, fost profesor la Universitatea din Mainz. Timp de 21 de ani, între 1991 și 2012, a fost șeful Institutului de Igienă și Microbiologie Medicală din Germania. Începând din anul 2020, odată cu declanșarea pandemiei de COVID-19, Bhakdi a devenit unul dintre proeminenții contestatari ai măsurilor luate de autorități cu privire la pandemie, împotrivindu-se măsurilor de distanțare socială, purtării măștilor și pretinzând că vaccinurile COVID-19 vor distruge imunitatea naturală a organismului, înlesnind apariția multor boli și provocând morți.

## Copilăria și educația
Părinții săi au fost diplomați tailandezi. Bhakdi a studiat la universitățile din Bonn, Gießen, Mainz și Copenhaga și la Institutul de Imunologie Max Planck din Freiburg.

## Carieră medicală și științifică
În 1982 Bhakdi a fost numit profesor asociat la universitatea din Gießen. În 1990 a devenit profesor la universitatea din Mainz. Din 1991 a condus Institutul de Microbiologie Medicală și Igienă. S-a pensionat în 2012. Între 1990 și 2012 a fost redactor șef la Revista Germană de Microbiologie Medicală și Imunologie, revistă înființată în 1886 de Robert Koch.

## Controverse
În aprilie 2021 Prof. Suchart Bhakdi se declară pe pagina "Doctors for Covid Ethics" ca fiind „profesor emerit” al universității Johannes Guttenberg Pe de altă parte universitatea declara în 20 octombrie 2021 următoarele:
Referitor la statutul Prof. Sucharit Bhakdi (Kiel) ca fiind "Emeritus" al Universității Johannes Gutenberg (JGU) dorim să precizăm că din 1 septembrie 1978 statul Renania-Palatinat nu a oferit poziții "emeritus". Ca urmare, Prof. Bhakdi este un profesor pensionat și nu e membru al JGU respectiv a University Medical School după pensionarea sa. Părerile sale referitoare la pandemia Covid-19, pe care considerăm că induc populația în eroare, dacă nu chiar greșite, nu sunt în concordanță cu poziția University Medical Centre Mainz și a Institute of Medical Microbiology and Hygiene. Ca urmare nu suntem de acord în câteva puncte esențiale cu părerile sustinute de Prof. Bhakdi. Dacă apar întrebări ulterioare vă rugăm să contactați departamentul de comunicare al universității la adresa pr@unimedizin-mainz.de.
Ca urmare a faptului că a criticat modul cum statul Israel a gestionat criza COVID-19, a fost acuzat de antisemitism. Editura austriacă Goldberg care-i publicase unele lucrări a rupt legăturile cu el, declarând că nu poate tolera opinii extremiste de dreapta, xenofobe ori antisemite. Procuratura a considerat că ideile lui Bhakdi reprezintă un atac la adresa evreilor din Germania, însă instanța l-a achitat, considerând că nu se poate determina că afirmațiile lui Bhakdi reprezintă ură față de evrei sau doar o critică la acțiunile guvernului israelian și a politicii sale de vaccinare.

## Premii
- 1979 Premiul Universității Justus Liebig din Giessen[12]
- 1980 Premiul Konstanz[12]
- 1987 Premiul Societății Germane de Microbiologie[13]
- 1988 Premiul Dr. Friedrich Sasse[12]
- 1989 Premiul Ludwig Schunk pentru medicină[12]
- 1989 Robert-Koch-Förderpreis of Clausthal-Zellerfeld[14]
- 1991 Premiul Gay-Lussac Humboldt[15]
- 2001 Premiul Aronson pentru „muncă de pionierat în domeniul sistemelor complementare și toxinelor bacteriene”[16][17]
- 2005 Premiul H. W. Hauss[18]
- 2005 Ordinul de merit al landului Renania-Palatinat[19]
- 2009 Medalia Rudolf-Schönheimer a Societății Germane pentru cercetări în domeniul arteriosclerozei[20][21]